# Didier Ratsiraka
Didier Ignace Ratsiraka (født 4. november 1936, død 28. marts 2021) var en politiker fra Madagaskar.
Ratsiraka var udenrigsminister 1972-75, præsident 1975-93 og 1997-2002. Efter det omstridte valg i 2002 levede han i eksil i Frankrig.